# Waco Cabine
O Waco Cabine é um avião norte-americano biplano utilizado para transporte. Tinha capacidade para dois tripulantes e três passageiros ou pequenas cargas. Ao contrário de outras aeronaves da Empresa Waco, tinha cabine fechada, daí o nome pelo qual ficou conhecido (cabin ou cabine).
Operou o Brasil na Aviação Militar e na Aviação Naval a partir de 1934. Foi incorporado a Força Aérea Brasileira quando de sua criação em 1941. Foi precursor de várias rotas do Correio Aéreo Militar. Sua desativação ocorreu em 1958.

## Variantes
DC Series
- 5 versões

EC Series
- 3 versões

IC Series
- 1 versão

JC Series
- 2 versões

KC Series
- 2 versões

JC-S Series
- 2 versões

KC-S Series
- 3 versões

KS Series
- 6 versões

### Nomenclatura
Os modelos operados pelo Brasil eram designados como CJC. A primeira letra designa a motorização empregada na aeronave, a segunda variações no modelo básico da aeronave, a terceira, a série. CJC significa: motor 250 hp Wright R-760, modelo cabine, cabine padrão empregada entre 1931 e 1935 (série C).